# Simeon Lehac'i
Simeon Lehac'i (Zamość, 1584 – Leopoli, 1639) è stato uno scrittore armeno.

## Biografia

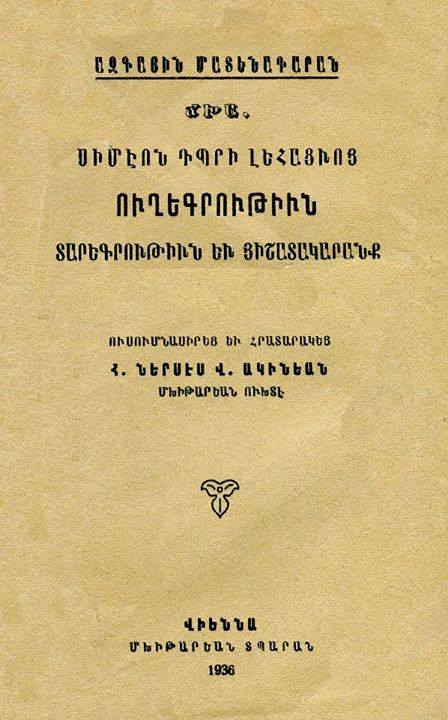
Copertina del volume Note di viaggio di Simeon Lehac'i

Simeon Lehac'i è uno dei più grandi rappresentanti delle colonie armene del XVII secolo. Proveniente dalla città di Zamość in Polonia, ma di origine armena, egli fu viaggiatore, scrittore, copista e uomo di chiesa, osservatore inestimabile degli eventi storici del suo tempo, specialmente per quanto riguarda la storia delle comunità armene in Europa, nell'Impero ottomano e in Polonia. Sebbene la sua figura sia tanto importante per gli studi armeni del suo periodo, egli non è molto conosciuto né fra gli Armeni della Diaspora, né nelle attuali Repubblica d'Armenia e Repubblica del Nagorno Karabakh. Eppure questo grande viaggiatore, detto anche "il Marco Polo armeno", ha lasciato preziose note di viaggio, in cui vengono descritte le sue peregrinazioni da Leopoli a Gerusalemme. Simeon Lehac'i scrisse molto, soprattutto come copista, per guadagnarsi da vivere; tuttavia, grazie ai suoi appunti di viaggio e ai colofoni, possiamo disporre di una vasta quantità d'informazioni sulla storia della sua epoca.
Durante 12 anni di viaggio, egli raggiunse oltre 100 destinazioni, città grandi e piccole, e anche villaggi, attraverso i quali emergono non solo i grandi monumenti, ma anche la vita di ogni giorno degli abitanti. L'autore descrive in dettaglio tutti i luoghi che ha visitato, e presenta la realtà e gli eventi storici del suo tempo attraverso la sua prospettiva; a questo riguardo, una delle sezioni più vaste e importanti dell'opera di Simeon è quella che riguarda l'Italia, e specialmente i suoi viaggi a Roma e Venezia. Le composizioni di Simeon Lehac'i hanno anche un valore letterario, linguistico, architettonico, etnografico e religioso.
La principale opera letteraria dell'autore, Note di viaggio, è scritta in un armeno "misto", Non si tratta dell'Armeno classico della sua epoca, ma impiega piuttosto un gran numero di parole di provenienza polacca, turca, tatara (kipchak), persiana e araba.
Il manoscritto originale delle Note di viaggio è conservato al Museo Nazionale di Varsavia. Il Museo ne ha messo a disposizione una versione digitalizzata.